# André Bernier (journaliste)
 (janvier 2025).
La mise en forme du texte ne suit pas les recommandations de Wikipédia : il faut le « wikifier ».
Les points d'amélioration suivants sont les cas les plus fréquents :
- Les titres sont pré-formatés par le logiciel. Ils ne sont ni en capitales, ni en gras.
- Le texte ne doit pas être écrit en capitales (les noms de famille non plus), ni en gras, ni en italique, ni en « petit »…
- Le gras n'est utilisé que pour surligner le titre de l'article dans l'introduction, une seule fois.
- L'italique est rarement utilisé : mots en langue étrangère, titres d'œuvres, noms de bateaux, etc.
- Les citations ne sont pas en italique mais en corps de texte normal. Elles sont entourées par des guillemets français : « et ».
- Les listes à puces sont à éviter, des paragraphes rédigés étant largement préférés. Les tableaux sont à réserver à la présentation de données structurées (résultats, etc.).
- Les appels de note de bas de page (petits chiffres en exposant, introduits par l'outil «  Source ») sont à placer entre la fin de phrase et le point final[comme ça].
- Les liens internes (vers d'autres articles de Wikipédia) sont à choisir avec parcimonie. Créez des liens vers des articles approfondissant le sujet. Les termes génériques sans rapport avec le sujet sont à éviter, ainsi que les répétitions de liens vers un même terme.
- Les liens externes sont à placer uniquement dans une section « Liens externes », à la fin de l'article. Ces liens sont à choisir avec parcimonie suivant les règles définies. Si un lien sert de source à l'article, son insertion dans le texte est à faire par les notes de bas de page.
- La présentation des références doit suivre les conventions bibliographiques. Il est recommandé d'utiliser les modèles {{Ouvrage}}, {{Chapitre}}, {{Article}}, {{Lien web}} et/ou {{Bibliographie}}. Le mode d'édition visuel peut mettre en forme automatiquement les références.
- Insérer une infobox (cadre d'informations à droite) n'est pas obligatoire pour parachever la mise en page.

Pour une aide détaillée, merci de consulter Aide:Wikification.
Si vous pensez que ces points ont été résolus, vous pouvez retirer ce bandeau et améliorer la mise en forme d'un autre article.
Pour les articles homonymes, voir Bernier.
André Bernier, né vers 1950, est un journaliste et auteur québécois. Il est originaire de Sherbrooke, en Estrie. 
Membre de la toute première cohorte en Arts et lettres du Cégep de Sherbrooke, il est titulaire d'un baccalauréat (1974) et d'une maîtrise en français (1978) de l'Université de Sherbrooke.
Il a ensuite complété des études en journalisme radio-télévision à l'École ProMédia de Montréal en 1991. 

## Carrière en journalisme
André Bernier a été journaliste pour de nombreux médias québécois au cours d'une carrière s'étant étirée sur cinq décennies.

### Débuts
Passionné d'information dès l'enfance, il a créé son propre journal hebdomadaire, Le Type, comprenant articles, bandes dessinées et publicités à l'âge de dix ans. Ce journal, distribué dans son voisinage à cinq sous pour une location, a été publié pendant six ans.
Cette expérience autodidacte ouvre les portes des médias professionnels à André Bernier lorsqu'il a 14 ans, publiant son tout premier article le 1er juin 1964 dans Le Journal de Sherbrooke. Il y écrit, notamment sous la supervision de Pierre Foglia, jusqu'au 7 septembre 1966, signant les chroniques Variétés sportives et Coup de circuit (baseball).
Il est ensuite employé par L'Hebdo de Sherbrooke, du 14 septembre 1966 au 17 janvier 1968, où il dirigera les pages sportives. André Bernier signera aussi la chronique Coup d'œil sportif et la chronique musicale Dans le vent.
Entre le 12 novembre 1967 et le 28 janvier 1968, il signe la chronique Ici et là dans les Cantons de l'Est pour le journal La Patrie, puis rédige des textes dans les pages sportives du Dimanche-matin entre février et avril de la même année.

### La Tribune
André Bernier est ensuite repêché par le quotidien Sherbrookois La Tribune, où il travaille du 22 février 1969 au 31 août 1973. Il y tient les chroniques L'Opinion de André Bernier, puis, de février 1969 à 1972, La Tribune Jeunesse. De mars à juillet 1972, il collabore à la page éditoriale alors qu'il n'est âgé que de 22 ans. En parallèle, il rédige toujours des dépêches pour les pages sportives. À son deuxième passage au quotidien, 3 janvier au 30 août 1980, on lui confie la responsabilité de la chronique Télé-propos.

### Le Journal de Montréal
Entre le 27 octobre 1980 et le 12 novembre 1986, André Bernier est employé par Le Journal de Montréal. Après une brève pause, il y sera de retour de 1988 jusqu'au 11 août 1997. Il y exerce principalement la fonction de réviseur de textes (pupitre), puis il signe des critiques littéraires dans le cahier week-end entre 1984 et 1986.
Bref passage au journal Le Matin (février - mars 1987), où il est adjoint au directeur des pages culturelles et critique littéraire. En 1988, il signe la chronique Sport rétro sur l'histoire des sports dans le Magazine Présent.

### Le Miroir de l'Estrie
Le 16 septembre 1991, André Bernier co-fonde Le Miroir de l'Estrie, dont il est le coéditeur et rédacteur en chef jusqu'au 17 février 1992. Il y signera notamment une chronique sur l'histoire de Sherbrooke. L'hebdomadaire est tiré à 40 000 exemplaires.

### Visages
Quelques années plus tard, André Bernier lance un second média, le magazine Visages, dont 92 numéros ont été publiés d'avril 1996 à décembre 2004. Le journaliste y occupe les fonctions de président, éditeur et rédacteur en chef. Il y signe une chronique en page 3 et réalise de nombreuses entrevues avec des personnalités connues, dont Clémence DesRochers, France Beaudoin, Éric Lapointe, Jocelyn Thibault, Garou, Jean-Luc Mongrain, Richard Séguin, Michel Côté.

### The Record
À l'automne 1999, André Bernier signe la chronique French connection dans l'hebdomadaire anglophone The Record.

### Le Journal de Sherbrooke
Entre le 13 septembre 2003 et le 26 novembre 2014, André Bernier signe 586 chroniques sous la bannière Tour de ville dans le Journal de Sherbrooke.

### EstriePlus.com
La chronique Tour de ville 2.0 migre vers EstriePlus.comdu 26 mai 2015 au 20 septembre 2016.

### Divers
Au cours de ses cinquante ans de carrière, André Bernier a également publié des textes dans Liaison (1976), L'Estrie (1979), Le Trente (Publié par la Fédération professionnelle des journalistes du Québec) et TV Hebdo (1988).
Il a également été lecteur de nouvelles et animateur radio et télé à CHLT et Télé 7, Sherbrooke, de 1968 à 1970 – lecteur de nouvelles à CJMS et CKMF, Montréal, en 1990-1991.

### Enseignement
André Bernier a brièvement enseigné le journalisme à l'Université de Sherbrooke en 1993-1994.

### Prix de journalisme Françoise-Gaudet-Smet
En 2006, André Bernier reçoit le prix de journalisme Françoise Gaudet-Smet par la Société St-Jean-Baptiste de Sherbrooke.

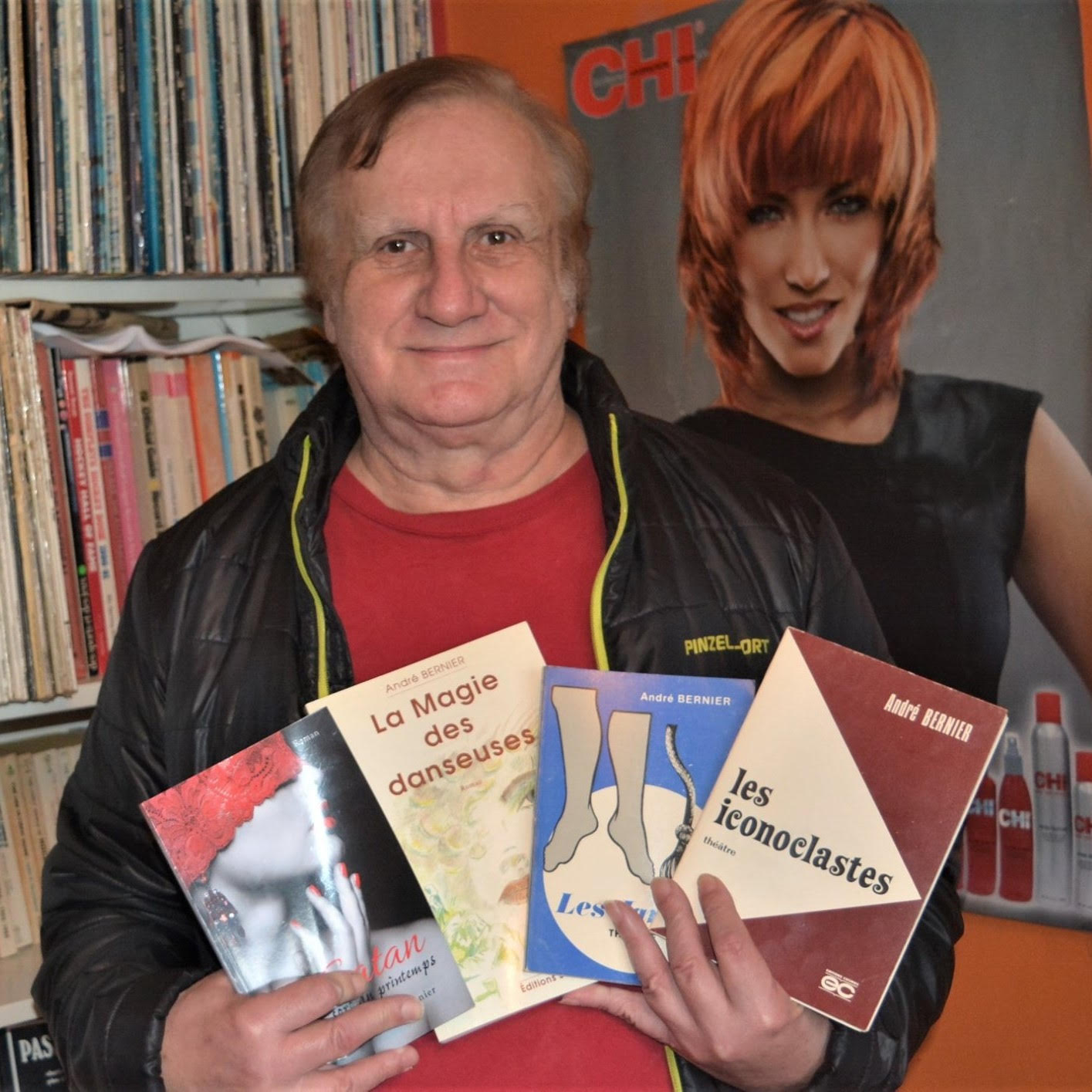
André Bernier est auteur. Il a publié trois romans et plusieurs textes de théâtre.

## Carrière d'auteur
En parallèle au journalisme, André Bernier a publié plusieurs ouvrages littéraires. Il est également cofondateur de l'Association des auteurs des Cantons de l'Est (1977), dont il a été le deuxième président (1978-1979).
Parmi ses autres implications, notons qu'il a dirigé la revue littéraire Passages en 1987-1988 et qu'il a été juré aux Prix littéraires du Journal de Montréal en 1985. En 1992, André Bernier a occupé la direction adjointe du Salon du livre de l'Estrie.
En 2019, André Bernier a été nommé membre honoraire de l'Association des auteures et auteurs de l'Estrie,.

### Théâtre
- Les iconoclastes, théâtre, éditions Cosmos, 1977
- Les Jambes, théâtre, éditions Naaman, 1980

### Romans
- La Magie des danseuses, roman, éditions Sedes, 1992
- Satan sort au printemps, roman, éditions de l’Apothéose, 2019
- La fille du Plateau, roman, éditions Goélette, 2024

### Inédits
- Feu l'amour, théâtre
- La fête, pièce en un acte

## Archiviste et collectionneur

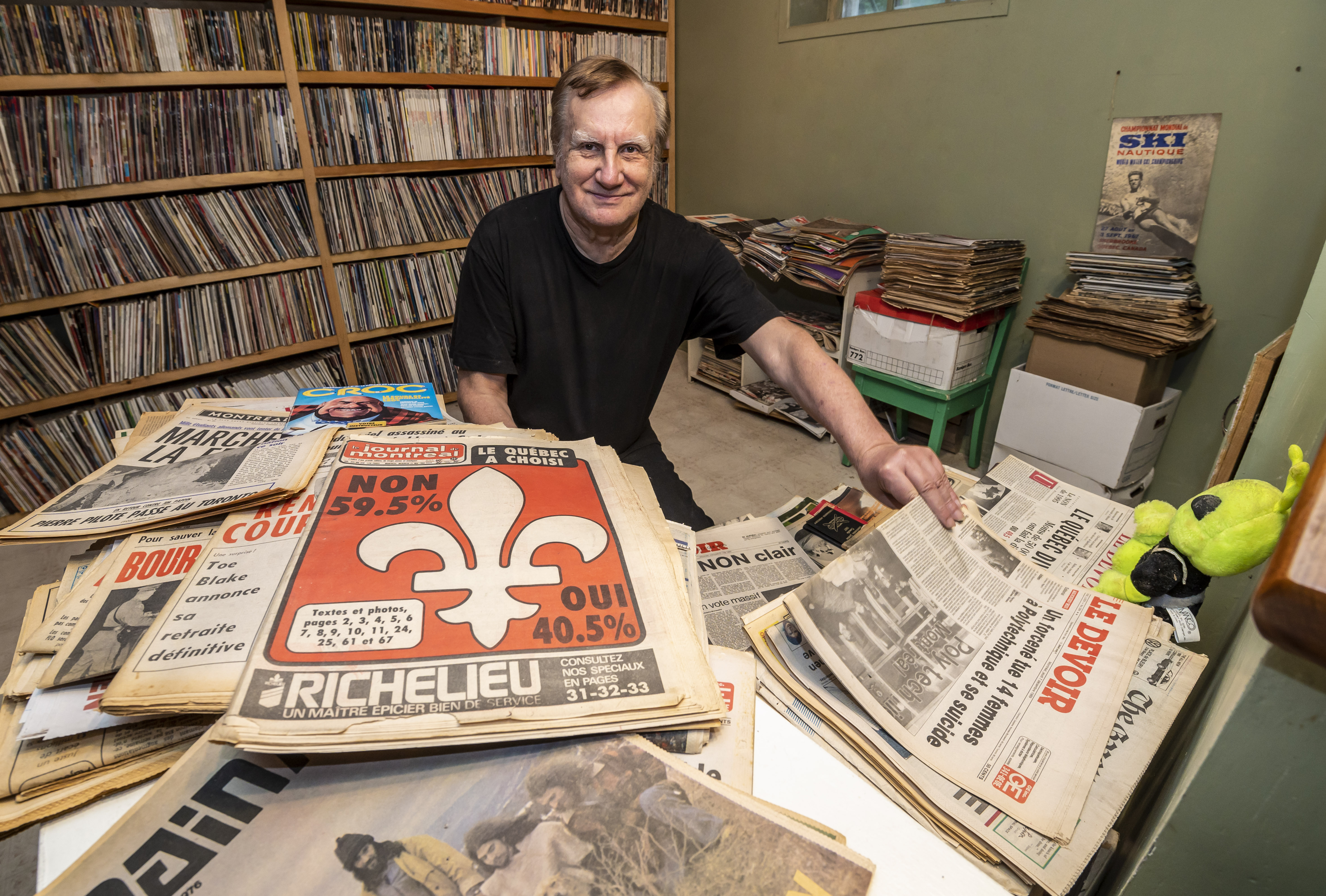
Le journaliste André Bernier devant sa collection de périodiques et de journaux.

André Bernier est également détenteur d'une des plus grosses, si ce n'est la plus imposante, collections de périodiques au Canada,. Plusieurs médias consacrent des reportages à ce sujet, dont Le Journal de Sherbrooke, La Tribune et Infoman.